# 喀拉苏镇
喀拉苏镇，是中华人民共和国新疆维吾尔自治区伊犁哈萨克自治州昭苏县下辖的一个乡镇级行政单位。
2016年11月20日，新疆维吾尔自治区人民政府批复同意撤销喀拉苏乡建制，设立喀拉苏镇。

## 行政区划
喀拉苏镇下辖以下地区：
巴尔格勒津村、塔斯阿尔纳村、巴斯喀拉苏村、阿亚克喀拉苏村、阿尔帕克尔曼村、墩克尔曼村、克西萨尔阔布村和阿克萨依村。